# Modesto Soruco
Modesto Soruco Saucedo (San Ignacio de Velasco, 12 febbraio 1966) è un ex calciatore boliviano, di ruolo difensore.

## Carriera
Con la Nazionale boliviana ha preso parte ai Mondiali 1994.